# اژدهای دوقلو
اژدهای دوقلو (به انگلیسی: Twin Dragons) یک فیلم کمدی و اکشن محصول سال ۱۹۹۲ سینمای هنگ کنگ به کارگردانی رینگو لام و تسوی هارک با بازی جکی چان در نقشی دوگانه به‌عنوان برادران دوقلوی همسان که در بدو تولد از هم جدا شده‌اند، بازی می‌کند.

## داستان
دوقلوهایی که هنگام تولد از هم جدا شده‌اند به راه‌های متفاوتی رفته و یکی تبدیل به مکانیک و دیگری رهبر کنسرت موسیقی کلاسیک می‌شود. در نهایت در بزرگسالی با هم برخورد کرده و به اشتباه وارد دنیای یکدیگر می‌شوند و…

## بازیگران
- جکی چان … ما یو / بک مین
- مگی چانگ … باربارا
- نینا لی چی تا تونگ سوم (تمی در نسخه آمریکایی)
- تدی رابین … تارزان (تیسون در نسخه آمریکایی)
- آنتونی چان … کارمند هتل
- فیلیپ چان … مدیر هتل چن
- سیلویا چانگ … مادر دوقلوها
- جیمز وانگ … پدر دوقلوها
- آلفرد چوان … رئیس بال
- یعقوب چونگ … صندوقدار کافه
- جو چیانگ
- دیوید چیانگ … افسر امنیتی هتل
- Chor Yuen … عمو تانگ (پدر تامی)
- لائو کار-لیانگ … دکتر
- کرک وانگ … دیوانه کونگ
- وانگ لیانگ وای
- لای یینگ چو
- جیمی لوک
- جان وو … کشیش
- تسوئی سیو-مینگ … کشیش
- اریک تسانگ
- دیوید وو … پیشخدمت
- پان شان
- رینگو لام … مکانیک خودرو
- نگ سی-یوئن … مکانیک خودرو
- تسوی هارک … مکانیک خودرو
- تای کیت مک
- پیتر چان … یکی از حاضران در مهمانی

## انتشار
این فیلم در ۹ آوریل ۱۹۹۹ در یک نسخه دوبله منتشر شد. اکران آمریکایی فیلم ۱۶ دقیقه از صحنه‌های مربوط به وانگ جینگ و لائو کار-لیانگ در بیمارستان و یک صحنه فانتزی شامل آواز خواندن مگی چانگ را کاهش می‌دهد.

## گیشه
اژدهای دوقلو نهمین فیلم پرفروش سال ۱۹۹۲ در هنگ کنگ بود که در طول اکران خود ۳۳٫۲۲۵٫۱۳۴ دلار هنگ کنگ به دست آورد. در تایوان، دوازدهمین فیلم پرفروش سال ۱۹۹۲ بود که ۲۷٫۹۷۲٫۴۰۰ دلار NT دلاری به دست آورد. در ژاپن، این فیلم ۵۴۵ میلیون ین فروش داشت. در کره جنوبی، این سومین فیلم پرفروش سال ۱۹۹۲ با فروش ۷۶۸٫۹۵۱ بلیت و فروش ۳٫۴۶ میلیون دلار آمریکا بود. پس از اکران در آمریکای شمالی، این فیلم در ایالات متحده ۸٫۳۳۲٫۴۳۱ دلار آمریکا فروش کرد، که اکرانش در آمریکای شمالی با مجموع ۸٫۳۵۹٫۷۱۷ دلار آمریکا در ایالات متحده و کانادا به پایان رسید. در مجموع، فیلم ۴۶٫۸۶۱٫۳۳۳ دلار آمریکا در سرتاسر جهان، معادل ۸۶٫۲۶۵٫۳۶۲ دلار آمریکا با توجه به تورم فروش داشت.

## پاسخ انتقادی
در متاکریتیک، از ۱۰۰ امتیاز ۵۴ را بر اساس ۱۵ نقد، دریافت کرده‌است. آستین کرونیکل به فیلم یک نقد مثبت از سه ستاره و نیم از پنج ستاره داد.

## بازسازی
- سلام برادر (۱۹۹۴)
- دوقلوها (۱۹۹۷)
- دوقلوها ۲ (۲۰۱۷)